# Teplota tání
Teplota tání je teplota, při níž krystalická pevná látka přechází ze skupenství pevného do skupenství kapalného. U amorfních látek (sklo, parafín) nelze tuto hranici určit přesně (teplota tuhnutí).

## Značení
- Značka: tt
- Základní jednotka: kelvin, značka K
- Další jednotky: viz teplota

## Příklady teploty tání
Tabulka uvádí teploty tání vybraných látek ve stupních Celsia a v kelvinech za normálního tlaku.
| Látka      | t / °C    | Tt / K    |
| ---------- | --------- | --------- |
| vodík      | −259,2    | 14        |
| ethanol    | −115      | 158       |
| voda (led) | 0         | 273,15    |
| benzen     | 5,5       | 279,7     |
| porcelán   | 1680      | 1953      |
| parafín    | 38–56     | 311–329   |
| ocel       | 1350–1400 | 1623–1673 |

## Teplota tání některých prvků
| Prvek     | t / °C |
| --------- | ------ |
| rtuť      | −38,83 |
| brom      | −7     |
| francium  | 27     |
| cesium    | 28,4   |
| gallium   | 29,8   |
| rubidium  | 39,8   |
| cín       | 232    |
| olovo     | 327    |
| germanium | 938    |
| hliník    | 658    |
| stříbro   | 961    |
| zlato     | 1064   |
| měď       | 1083   |
| uran      | 1132   |
| mangan    | 1246   |
| železo    | 1535   |
| titan     | 1668   |
| platina   | 1768   |
| chrom     | 1907   |
| osmium    | 3033   |
| rhenium   | 3186   |
| wolfram   | 3422   |
| uhlík     | 3642   |

Nejvyšší teplotu tání mají některé sloučeniny uhlíku.

## Teplota tuhnutí
Teplota tuhnutí je teplota, při níž se kapalina mění na pevnou látku. Hodnota teploty tuhnutí krystalických látek je stejná jako hodnota teploty tání.
U čisté vody se teplota tuhnutí označuje běžným pojmem bod tuhnutí či bod mrazu (tj. teplota, při níž voda mrzne či zamrzává, ta činí za normálních atmosférických podmínek přibližně nula stupňů Celsia).